# Гнюсы
Гнюсы, или электрические скаты (лат. Torpedo), — род скатов семейства гнюсовых отряда электрических скатов. Это хрящевые рыбы, ведущие донный образ жизни, с крупными, уплощёнными грудными и брюшными плавниками, образующими почти круглый диск, коротким и толстым мускулистым хвостом, двумя спинными плавниками и хорошо развитым хвостовым плавником. Подобно прочим представителям своего семейства способны генерировать электрический ток.
Военно-морское оружие, известное как торпеда, было названо в честь этого рода, собственное название которого происходит от латинского слова torpidus, означающего «онемевший» или «парализованный», предположительно из-за ощущения, которое можно почувствовать после удара электрическим током ската.

## Генерация электричества
Самый крупный вид — Torpedo sinuspersici, масса тела до 13 кг. Электрические скаты имеют участки модифицированных мышечных клеток, называемые электробляшками, которые составляют электрический орган. Они генерируют электрический градиент, аналогичный нормальному электрическому потенциалу на большинстве клеточных мембран, но значительно усиливающийся за счет его концентрации на очень маленькой площади. Электричество может храниться в тканях, которые действуют как батарея, способная разряжаться импульсами. Скат может нанести удар током в тело животного-жертвы, чтобы оглушить его и облегчить его поимку и поедание, или в тело хищника.

## Использование в нейробиологических исследованиях
Электрический орган, состоящий из модифицированных мышечных клеток, оказался весьма полезным в нейробиологических исследованиях нервно-мышечных соединений. Например, агрин впервые был выделен из тканей электрического ската.

## Использование в древности
Скрибоний Ларг, врач I века н. э., советовал использовать живого электрического ската как средство от головной боли. Он заявил: «Головная боль, даже если она хроническая и невыносимая, снимается и излечивается навсегда с помощью живого электрического ската, помещенного под место боли».

## Описание
Электрические скаты, как и другие скаты, плоские, дискообразной формы, с хвостовыми плавниками различной длины. Рот и жаберные щели расположены на нижней стороне. У самцов есть птеригоподии у основания хвоста. Самки яйцеживородящие. Мальки «вылупляются» в теле самки, и она рожает их живыми.

## Классификация
В состав рода включают 11 видов:
- Torpedo adenensis M. R. de Carvalho, Stehmann & Manilo, 2002
- Torpedo alexandrinsis Mazhar, 1987
- Torpedo andersoni Bullis, 1962
- Torpedo bauchotae Cadenat, Capapé & Desoutter, 1978
- Torpedo fuscomaculata W. K. H. Peters, 1855
- Torpedo mackayana Metzelaar, 1919
- Torpedo marmorata A. Risso, 1810 — Мраморный электрический скат, или обыкновенный электрический скат, или мраморный гнюс
- Torpedo panthera Olfers, 1831 — Индо-тихоокеанский электрический скат
- Torpedo sinuspersici Olfers, 1831
- Torpedo suessii Steindachner, 1898
- Torpedo torpedo (Linnaeus, 1758) — Глазчатый (обыкновенный) электрический скат